# Caso Karadima
El Caso Karadima se refiere a las denuncias de abuso por parte de feligreses y exsacerdotes de la parroquia El Bosque, presentadas desde 2004 a la autoridad eclesiástica contra el sacerdote católico chileno Fernando Karadima.
El caso involucró tanto a la Iglesia chilena como a la Santa Sede, y provocó dudas acerca del rol de la justicia civil en el país, debido a que el fallo de la Santa Sede, en el cual se declaraba culpable de abusos a Karadima, se emitió antes de que la justicia decidiera reabrir la investigación contra aquel.

## Acusaciones de abuso
A pesar de que el escándalo es reciente, las denuncias de abusos sexuales en la parroquia de El Bosque son de larga duración. Una persona abusada en 1955, envió una carta al fiscal Xavier Armendáriz relatando episodios de abusos mientras hacía su primera comunión en el colegio The Grange, mientras se confesaba con Karadima. La situación más grave no la tuvo con Karadima sino con otro sacerdote, Raúl Claro Hunneus.

### El acusado
Fernando Karadima Fariña fue un sacerdote chileno que hizo su carrera eclesiástica como cura diocesano en la Parroquia El Bosque de la comuna de Providencia. Esta parroquia es frecuentada por miembros de la clase alta chilena. Esto le permitió tejer una extensa red de influencias y conexiones al interior de dicho círculo. Montó una red de jóvenes de los que se rodeaba permanentemente. Estos eran sondeados para futuras vocaciones sacerdotales. Conocidos personajes de la élite lo utilizaban como confesor y/o guía espiritual. Dentro de ellos estaban Jaime Guzmán, Eliodoro Matte Larraín, y otros.
Decía haber recibido su vocación del padre Alberto Hurtado.
Fue acusado de haber cometido abusos sexuales en contra de menores de edad mientras ejercía como párroco en la mencionada iglesia de El Bosque. Según las acusaciones, los abusos se habrían cometido a partir de los años 1980, cuando denunciantes como Hamilton y Cruz tenían 17 años. Sin embargo, la Congregación para la Doctrina de la Fe ―que dictó el fallo de la Santa Sede contra Karadima― vio específicamente causas de abusos a menores.[cita requerida]

### Denunciantes
Tres feligreses de la parroquia El Bosque de la comuna de Providencia —James Hamilton, Fernando Batlle y Carlos Cruz— se unieron a través de una ONG estadounidense destinada a víctimas de abusos eclesiásticos para denunciar los abusos sexuales a los que fueron sometidos por el sacerdote católico chileno Fernando Karadima. Hubo además otras acusaciones, tanto de laicos como de algunos sacerdotes.

### Denuncias en los medios
El periódico estadounidense The New York Times publicó el 22 de abril de 2010 las versiones de dos presuntos abusados por parte del sacerdote Fernando Karadima.
El cardenal Errázuriz se reunió en ese momento con el presidente Sebastián Piñera y uno de los temas tratados fue ese.[cita requerida]
El periódico La Tercera del 21 de abril de 2010 informó de la existencia de una serie de denuncias de abusos sexuales en contra de Fernando Karadima.

### Escándalo nacional
El 26 de abril de 2010 cinco personas relataron al programa Informe Especial de Televisión Nacional de Chile, los supuestos abusos sexuales y psicológicos que sufrieron por parte de Karadima. El testimonio más impactante correspondió a James Hamilton, gastroenterólogo, que relató el acercamiento a Karadima tras perder a su padre. Desconsolado, se acercó a la parroquia de El Bosque, mientras estudiaba Tecnología Médica en la Universidad de Chile, para integrarse al movimiento Acción Católica cuya cabeza visible era Karadima.
Una persona que no se identificó pero después fue conocido como José Andrés Murillo leyó desde Francia una carta para el programa Informe Especial acusando al sacerdote Fernando Karadima de acoso sexual.
El 28 de mayo de 2010, Andrés Ferrada (prefecto de Educación del Seminario Mayor de Santiago) sostuvo ante la fiscalía que no creía que los acusadores del expárroco estén mintiendo.
El 29 de junio de 2010 declaró frente al Fiscal Xavier Armendáriz y reconoció una entrega de entre 8 y 10 millones de pesos a una tercera persona.
Las indagaciones incluyeron un nuevo testimonio de Hans Kast, canciller del arzobispado, quien el lunes 27 de julio de 2010, inmediatamente después de haber llegado de Alemania, concurrió a la Fiscalía Oriente para complementar la carta entregada a Armendáriz el 10 de mayo de 2010. En ella, Kast decía haber presenciado tocamientos en los genitales y besos en la boca con «adultos jóvenes», sin dar fechas ni nombres.
En una posterior declaración ante el magistrado del 10.º Juzgado del Crimen de Santiago, Leonardo Valdivieso, tribunal que tomó la causa tras la declaración de incompetencia de la Fiscalía Oriente, Kast ratificó todos sus dichos, pero también propuso «desactivar» el entorno más cercano de Karadima, en el cual incluyó a los sacerdotes Diego Ossa y Juan Esteban Morales.

### Defensa de Fernando Karadima
Como contraparte, Informe Especial mostró la defensa del religioso, a cargo de su abogado, Juan Pablo Bulnes, quien señaló que los abusos sexuales no ocurrieron cuando los denunciantes eran menores de edad, puesto que habían ingresado al círculo de Fernando Karadima cuando tenían más de 18 años. Esta contradicción desacreditaría sus testimonios. A su juicio, Bulnes creía que los denunciantes se concertaron para dañar la imagen de Fernando Karadima.
Juan Pablo Bulnes estimó que las acusaciones se debían a «frustraciones y problemas personales». «Lamento que vayan a ventilarse», declaró a Radio Cooperativa.

## Reacciones
El portavoz de la Conferencia Episcopal de Chile, Jaime Coiro, descartó el 27 de mayo de 2011 que el Cardenal Tarcisio Bertone, secretario de Estado de la Santa Sede, haya tocado en la visita que realizó en abril de 2010 a Chile, el tema de las acusaciones contra Fernando Karadima, luego que uno de los denunciantes del caso, Juan Carlos Cruz asegurara que la Santa Sede buscó influir en el cierre de las investigaciones contra Karadima y que «las presiones empezaron cuando vino el cardenal Bertone».
Diez sacerdotes anunciaron su distanciamiento de Unión Sacerdotal del Sagrado Corazón de Jesús, controlada por el padre Fernando Karadima, y dieron verosimilitud a las acusaciones de abuso sexual que pesan en su contra.

## Proceso canónico
Las denuncias contra Fernando Karadima en este caso comenzaron muchos años antes. José Murillo lo denunció en 2003, Verónica Miranda T, cónyuge de James Hamilton hizo lo propio el 5 de junio de 2004 y James Hamilton lo denunció en 2005.
Durante 2010 Fernando Karadima fue investigado por la Santa Sede.
El 18 de febrero de 2011 la Santa Sede dio a conocer, a través del Arzobispo de Santiago, Monseñor Ricardo Ezzati Andrello, la sentencia dictada en el proceso judicial canónico abierto a Karadima en 2007.
Dicho proceso era considerado importante, pues decidiría el futuro de Karadima como sacerdote.

### LaSanta Sedesentencia culpabilidad de Karadima
El 16 de enero de 2011 la Santa Sede envió al arzobispo de Santiago, Ricardo Ezzati, su dictamen del caso Karadima. El veredicto de la Santa Sede sentenció a Karadima culpable de abusos sexuales violentos a menores (cfr. Código de Derecho Canónico,) quienes eran feligreses de la Parroquia del Sagrado Corazón de El Bosque en Santiago, y de abuso del poder otorgado por la potestad eclesiástica (cfr. Código de Derecho Canónico,) por lo que se le sancionó a una vida de retiro en oración y penitencia, además de la prohibición perpetua del ejercicio público de cualquier acto del ministerio, en particular de la confesión y de la dirección espiritual de toda categoría de personas, y de asumir cualquier encargo en la Unión Sacerdotal. Por otro lado, el arzobispo de Santiago fue designado como responsable de asignar su lugar de residencia de tal modo que se evitase absolutamente el contacto con sus exparroquianos o con miembros de la Unión Sacerdotal o con personas que se hayan dirigido espiritualmente con él.
En caso de que Karadima no obedeciera las medidas aplicadas a su respecto, podría recibir penas canónicas más graves, hasta llegar incluso a la pérdida del estado clerical.

### La Santa Sede confirma culpabilidad
El 21 de junio de 2011 la Santa Sede rechazó la última apelación de Fernando Karadima, confirmando la culpabilidad de este. Se retiraron, en cambio, los casos de pedofilia, quedando solo los de efebofilia. El arzobispo de Santiago, Ricardo Ezzati, dio a conocer la resolución de la Santa Sede, la que confirma la condena establecida el pasado 18 de febrero, que lo consideró culpable de abusos sexuales.
La sentencia contra el expárroco de El Bosque, emitida en el mes de febrero, fue muy similar a la pena impuesta al fundador de los Legionarios de Cristo, Marcial Maciel, al que se le obligó a retirarse a una vida de oración y penitencia. Desde que se hizo pública esta sentencia, Karadima permanece recluido en el convento de las Siervas de Jesús de la Caridad, en Providencia. En tanto, en la apelación, el sacerdote alegó ser inocente y cuestionó algunos hechos de las acusaciones de abuso de las que ha sido objeto.

### Cardenal Errázuriz pide perdón a las víctimas
Después de ser fuertemente criticado por los denunciantes por haber desestimado sus denuncias y entrampando el avance de la justicia, el cardenal Francisco Javier Errázuriz pidió perdón a los denunciantes de Fernando Karadima por la lentitud en la investigación de los supuestos abusos sexuales cometidos por el expárroco de El Bosque, además de la incertidumbre por la que pasaron, al no saber los avances de las indagaciones.

Reconocer el gesto de pedir perdón públicamente es positivo, ahora el perdón se pide de forma personal, cara a cara, si el cardenal pide una reunión se asistirá.
Juan Pablo Hermosilla, abogado de los denunciantes de Karadima, en Radio Duna.

## Proceso criminal
El caso criminal presenta una primera etapa que no presentó avances y fue cerrada prematuramente sin citar siquiera a los denunciantes. Tras la apertura y condena canónica, se removió al juez criminal de la causa designándose el 22 de marzo de 2011 una ministra en visita, Jessica González quien dispuso inmediatamente encomendar a la PDI la orden amplia para investigar los antecedentes referidos a las denuncias de presuntos abusos que se le atribuyen al ex párroco de El Bosque, Fernando Karadima. Asimismo, la magistrada cursó las citaciones para que declaren sacerdotes y testigos que estaban al tanto de los hechos. Preliminarmente, dijo, se trata de unas 50 personas que han sido convocadas a prestar testimonio.

### Arista económica

#### Pagos a feligreses
El equipo jurídico de Luis Ortiz Quiroga se habría sorprendido cuando Karadima admitió ante Armendáriz la existencia de pagos efectuados por El Bosque. De acuerdo con información proporcionada a la Fiscalía Oriente por parte de Óscar Osbén Moscoso, habría sido Juan Pablo Bulnes quien le hizo entrega de dinero luego de que él asegurara que fue objeto de un acto impropio por parte del sacerdote Diego Ossa Errázuriz, a quien había conocido en la parroquia El Señor de Renca.
Según Osbén, tanto este pago como otros realizados a Silvia, la cocinera de la casa parroquial, fueron hechos para mantener el silencio de quienes podrían convertirse en nuevos testigos de la investigación contra Karadima. Por su parte, tanto Ossa como la defensa del padre desmienten esta versión y, si bien reconocen la existencia de entregas monetarias, aseguran que tuvieron motivos pastorales.
Los aportes a la cocinera Gloria Garcés y al exfeligrés Oscar Osbén fueron confirmados por Karadima en su interrogatorio ante el fiscal. Allí dijo que él decidió el aporte de $ 20 millones para la mujer y que supo del pago a Osbén. Este había contactado a Ossa para lo que Karadima calificó como un intento de chantaje, pues asegura haber sido abusado por el vicario cuando tenía 23 años.
Los recursos que maneja Karadima, explican en su entorno, se manejan en dos niveles: recursos que son entregados a él para hacer de puente para entregarlos a personas necesitadas, y los que corresponden a su patrimonio personal.
Estos se manejan en cuentas bancarias separadas. Según su defensa, de la cuenta para donaciones salieron los recursos para la cocinera y parte del dinero entregado a Osbén.
Los fiscales chilenos investigan un pago de al menos 9.400 dólares a un feligrés que mantuvo un estrecho vínculo con la Parroquia El Bosque.
A finales de junio de 2010, la fiscalía recibió información sobre una persona que entregó a las autoridades eclesiásticas antecedentes sobre Diego Ossa, sacerdote formado en el entorno de Karadima y que hoy pertenece a la parroquia. Según fuentes del diario La Tercera, durante el extenso interrogatorio a que fue sometido Karadima el pasado 29 de junio el fiscal Xavier Armendáriz le consultó sobre el pago realizado al feligrés.
El religioso dijo que estaba informado de la situación y que conocía al feligrés, pero subrayó que supo del pago en forma posterior.

...Hemos hecho otras regalías, como mejorar el departamento de Patricio Vasconcellos, en octubre o noviembre. [...] Serían 8 a 10 millones de pesos. Esta mención se sumó a los aportes a una cocinera y a un exsacristán.
Declaración de Fernando Karadima ante la Jueza

#### Fiscalización económica de la parroquia
Una revisión que se inició por petición del cardenal Francisco Javier Errázuriz, en un tema tan sensible para la Iglesia como son las donaciones y que buscaba establecer si hubo o no mal uso de dineros entregados por los feligreses. El informe -que descartó que se tratara de donaciones-, se sumó a la investigación que realiza el fiscal regional Xavier Armendáriz, sobre el pago a testigos por parte del entorno del sacerdote. La única arista del caso con la que se quedó el viernes, luego de la resolución del 8.° Juzgado de Garantía que lo obligó a remitir el caso al sistema penal antiguo, pues los hechos investigados ocurrieron antes de la vigencia de la Reforma Procesal Penal en Santiago en 2005.
El 14 de julio de 2010, el arzobispado de Santiago anunció una revisión de los recursos económicos de la parroquia El Bosque, de Providencia.
Ello, tras conocerse que desde el entorno del sacerdote Fernando Karadima, investigado por presuntos abusos sexuales, se entregaron importantes sumas a exfeligreses y funcionarios del templo.
En una declaración ante el fiscal Xavier Armendáriz el pasado 29 de junio, Karadima afirmó haber decidido personalmente el pago a personas vinculadas a la parroquia.
Armendáriz comenzó a indagar los pagos, luego que el 22 de junio el sacerdote Fernando Ferrada declaró en la causa. En la diligencia, señaló que una persona cercana a su parroquia de Renca le relató que Óscar Osbén le dijo que supuestamente vivió «cosas sexuales» con el padre Diego Ossa y que estaba pidiendo dinero, lo que le causó preocupación.

Diego Ossa, además de negar todo en cuanto a algo sexual, sí me dijo que le iban a entregar dinero a Óscar como una ayuda por una situación de riesgo de suicidio. [...] Lo que sí Diego dijo que en otras circunstancias él denunciaría esto, pero que ahora no, porque sería «sepultar al padre» [en referencia a Karadima]. Informé de esta situación al obispo Andrés Arteaga y al cardenal Errázuriz, quien me dijo que me quedara tranquilo. Osbén intercambió correos con Ossa por el tema del dinero. En esos documentos, según me dijeron tanto Carlos [Espinoza, exsacristán] como Diego, venían cuatro hojas contando la relación de Óscar con el padre Diego y según me dijo éste, era similar a lo que dice Hamilton del padre Karadima.
Fernando Ferrada, sacerdote

Respecto a Karadima, Ferrada señala que se sorprendió cuando el escándalo de presuntos abusos se hizo público. «Siempre consideré al padre Fernando como un hombre de Dios y muy recto, pero actualmente ya no sé que pensar», añadió. La defensa del expárroco Fernando Karadima, aseguró que los pagos a feligreses ―que a la fecha indaga la Fiscalía― no tendrían un fin ilícito ya que, por el contrario, estos solo habrían buscado ayudar a quienes lo merecían.
Otra arista de la investigación analiza la relación con los supuestos viajes que el expárroco Fernando Karadima hizo a Europa y el alto nivel de gastos que este mantenía, y junto con ello, la gran cantidad de vehículos que había dentro de la parroquia emplazada en la comuna de Providencia.

Me parece una falta de respeto para con un montón de religiosos y laicos que viven de manera coherente su vocación, su opción de vida y su fe. Es una pena la reacción de la jerarquía de la Iglesia en Chile y lo único que están haciendo es destruyendo la confianza que la gente tenía en ella.
José Andrés Murillo (34), una de las víctimas del cura Fernando Karadima

Murillo es el filósofo que leyó desde Francia una carta para el programa Informe Especial, acusando al sacerdote Fernando Karadima de acoso sexual.

#### Colaboraciones de feligreses
Exfeligreses destacan entre estas ofrendas a Karadima un departamento obsequiado por el padre Andrés Ariztía (que heredó de su familia), una casa que la familia de Hans Kast tenía en Puerto Varas y el actual Volkswagen blanco que recibió de parte del empresario Eliodoro Matte.

No somos fanáticos, pero creemos en él. Nunca hemos visto nada. Sin embargo, sabemos que existe la posibilidad de que la justicia falle en su contra o de que él mismo algún día pueda reconocer algo. Estamos convencidos que eso no sucederá, pero pase lo que pase, no lo vamos a dejar de querer. Incluso, si llegase a caer preso, lo iríamos a ver a la cárcel.
Uno de los incondicionales de Karadima.

Dádivas igual de generosas habría recibido el templo religioso de parte de Gonzalo Tocornal, quien entregó parte de la herencia de US$ 1 millón que le dejó su abuelo Carlos Vial Espantoso. Gracias a todos estos aportes, la comunidad bosqueana pudo contratar al estudio Puga & Ortiz, uno de los más caros de la plaza y a quienes se habría pagado, según fuentes ligadas al proceso, una suma superior a los 100 millones de pesos para «empezar a conversar».
También habrían obsequiado importantes sumas de dinero a esta comunidad los empresarios Domingo Jiménez y Guillermo Tagle.
El socio de IM Trust, según cercanos a Karadima, es el principal encargado de administrar los recursos financieros de El Bosque y es un asiduo a las misas diarias de la iglesia del Sagrado Corazón de Providencia.

#### Informe al Cardenal
A pesar de en un inicio negar toda credibilidad o ayuda a las víctimas del influyente sacerdote para ofrecer su apoyo a Karadima, el 18 de julio de 2010, cuatro días después de recibir un completo informe de la Fiscalía sobre el origen de los fondos utilizados para pagar a un exfeligrés y a la cocinera de la parroquia de El Bosque ($30 millones de pesos), el cardenal Francisco Javier Errázuriz Ossa deja caer a Karadima y permite su procesamiento en el tribunal canónico.
Los aportes monetarios desataron una fuerte polémica tras conocerse que Oscar Osbén, un excolaborador del actual vicario de esa iglesia (Diego Ossa), amenazó con denunciar un supuesto abuso que habría sufrido hace siete años. El hombre, que actualmente vive en Linares, recibió casi 10 millones de pesos de parte de Ossa, fondos que le entregó el abogado eclesiástico del sacerdote Fernando Karadima, Juan Pablo Bulnes.

#### Declaración del Arzobispado
El Departamento de Opinión Pública del Arzobispado de Santiago aseguró el 15 de julio de 2010 que las donaciones realizadas por los sacerdotes Fernando Karadima y Diego Ossa a algunos feligreses de la parroquia El Bosque, se llevaron a cabo con bienes personales de los clérigos. Por medio de una declaración de prensa, el arzobispado recalcó que los bienes de la Iglesia católica y los recursos que administra para la consecución de sus fines pastorales y de caridad, se rigen por el ordenamiento canónico y la legislación complementaria de la Conferencia Episcopal de Chile.
El cardenal Errázuriz dijo que «el Estado tiene que comprender la reserva que tiene la Iglesia con su investigación». Esto, por la petición que hizo el fiscal Armendáriz para incautar esos antecedentes y que derivó en el traspaso de la causa a la justicia antigua.

### Arista criminal
La Fiscalía Regional Oriente recibió varias denuncias que señalan haber sido objeto de delitos de abuso sexual, de parte del sacerdote Fernando Karadima. De acuerdo a lo anterior se inició una investigación criminal donde se conocerán conjuntamente dichas denuncias. Son cuatro personas las que denuncian.
Claudio Carvallo, vocero de la Fiscalía Metropolitana Oriente.

Una arista está abierta en la Fiscalía Oriente, pero todo indica que, debido al tiempo transcurrido -o principio de ejecución del delito- el Ministerio Público debería declararse incompetente y enviar los antecedentes al sistema penal antiguo, donde estos ilícitos podrían ser declarados prescritos.

#### Pasa a Justicia penal antigua
El Octavo Juzgado de Garantía de Santiago resolvió que la investigación en contra del sacerdote Fernando Karadima, por supuestos abusos sexuales, deberá ser remitida a la justicia penal antigua. La resolución se basa en que los hechos indagados por el fiscal Xavier Armendáriz se cometieron con anterioridad a 2005, año de inicio de la reforma procesal penal en Santiago.
Según informa Radio Bío Bío, los antecedentes serán remitidos al 10.° Juzgado del Crimen de Santiago, no obstante Armendáriz seguirá investigando un posible delito de obstrucción a la justicia por los pagos que se han realizado a testigos en la Iglesia.
Dos de los denunciantes, el médico James Hamilton (44 años) y el ejecutivo Juan Carlos Cruz (46), afirman que los abusos del padre Karadima se iniciaron cuando ellos tenían 17 años. Los otros dos acusadores son un filósofo que vive en Francia y otro profesional que reside en Estados Unidos. En todo caso, trascendió que el fiscal Armendáriz seguirá instruyendo una causa por posible obstrucción a la justicia, por los pagos realizados desde el entorno del expárroco a un exfeligrés y a la cocinera de la parroquia del Sagrado Corazón de Jesús de El Bosque.

#### Pericia médico-legal
La Corte solicitó una pericia médico legal acerca del estado de salud y mental de Fernando Karadima. El informe de las pericias sicológicas y siquiátricas, realizadas por el Servicio Médico Legal (SML), declara al sacerdote Fernando Karadima imputable ante la ley. El documento señala que las facultades mentales y de salud del religioso no se encuentran enajenadas como para evitar comparecer ante un proceso legal en su contra.

#### Reapertura del juicio civil
Se nombró una ministra en visita, Jéssica González, dedicada de manera exclusiva a la investigación de la causa. Ésta tiene planificado interrogar al sacerdote el 20 de abril de 2011 y carearlo con las cuatro víctimas conocidas: el médico James Hamilton, el abogado Fernando Battle, el periodista Juan Carlos Cruz y el filósofo José Andrés Murillo.
Previamente, la magistrada tomará declaraciones a los denunciantes, trámite que se inició el viernes pasado con Murillo.
Éste ratificó los abusos que relató al jefe de la Fiscalía Oriente, Xavier Armendáriz, y al juez del Crimen Luis Valdivieso, quienes llevaron la causa antes de que pasara a la ministra en visita, el 21 de marzo de 2011.

#### James Hamilton denuncia presiones eclesiásticas
Tras declarar el 23 de mayo de 2011 por más de cuatro horas en el despacho de la jueza Jessica González, en el 34.° Juzgado del Crimen, el médico James Hamilton entregó antecedentes sobre una presunta intervención de la Santa Sede ante las denuncias previas a que se abriera una investigación contra el sacerdote Fernando Karadima, entregando cerca de 20 correos electrónicos que asegura haber recibido presiones para «desistir» de la acusación contra el expárroco de El Bosque a cambio de que la Iglesia «avanzaría» en una investigación sobre sus conductas impropias.

#### Careo
En dependencias del 34.º Juzgado del Crimen de Santiago se efectó el viernes 24 de junio de 2011 la serie de careos relacionados con la investigación contra el sacerdote Fernando Karadima con la presentación de James Hamilton, uno de los profesionales que lo acusó, y dos de los discípulos del religioso: los sacerdotes Juan Esteban Morales y Diego Ossa. Morales, que asumió como sucesor de Karadima como párroco de la Iglesia El Bosque hasta que el arzobispado le pidió que se retirara del cargo, y Ossa, exvicario de la misma parroquia, que integraban la Unión Sacerdotal, son sindicados como algunos de los que fueron testigos de los abusos.

#### Fallo en noviembre de 2011
Con fecha de 14 de noviembre de 2011 se determinó el sobreseimiento definitivo del caso, firmado por Jessica González Troncoso, referido a las diversas acusaciones presentadas.

## Proceso civil
Denunciantes del expárroco Fernando Karadima interpusieron el 3 de septiembre de 2013 una acción civil en contra del Arzobispado de Santiago por $ 450 millones. El propósito de la demanda es establecer la responsabilidad civil que tendría la Iglesia Católica de Santiago, en lo que los denunciantes califican de negligencia sistemática e ignorancia deliberada de las autoridades eclesiásticas al momento de enfrentar los casos de abusos. El 8 de septiembre de 2013 el médico James Hamilton se presentó en el programa Tolerancia 0, provocando gran revuelo y convirtiéndose en TT en la red social Twitter.

## Libros
El miércoles 18 de mayo de 2011 se publicó Karadima, el señor de los infiernos.
El libro fue presentado por los periodistas Faride Zerán y Fernando Paulsen, así como también por el sacerdote jesuita Marcelo Gidi. En la ocasión estuvieron presentes tres de los denunciantes del caso Karadima: José Andrés Murillo, James Hamilton y Juan Carlos Cruz.
El mismo año 2011 se publicó el libro Los secretos del imperio de Karadima, de los autores Juan Andrés Guzmán, Gustavo Villarrubia y Mónica González, periodistas de Ciper.

## Filmografía
La película El bosque de Karadima se estrenó el 25 de abril de 2015 en cines de Chile y el 27 de septiembre de 2015 se estrenó como serie de televisión de 3 episodios, en dicho país.